# Italstrade
Italstrade S.p.A. era una società operante nel settore dell'ingegneria e delle costruzioni di infrastrutture civili (strade, ferrovie): in origine, era controllata al 100 % da Iritecna SpA, holding interamente posseduta da IRI SpA.

## Storia
Il 4 giugno 1905 viene fondata la Ingegner Gola&Conelli Società Anonima per la Costruzione e Manutenzione delle Strade. Il 9 marzo 1912 diventa Ing.ri Gola&Puricelli Società Anonima per la Costruzione e Manutenzione delle Strade ma il 2 aprile 1914 si trasforma in Società Anonima Puricelli Strade e Cave con sede a Milano. Nel 1926, a seguito di una fusione con altre aziende del settore, assume la denominazione di La Strada Società Anonima per la Costruzione e Manutenzione delle Strade. Il 18 luglio 1929 ritorna a chiamarsi Società Anonima Puricelli Strade e Cave.
Cambia ragione sociale in Italstrade SA nel 1940: in questi anni svolge anche attività di ricostruzione edilizia a Milano tramite la controllata Talco An e di sfruttamento delle risorse minerarie di Scafa tramite Scafa Asfalti Fabbricazioni e Affini.
Diventata S.p.A., amplia il settore di intervento alla costruzione e manutenzione di infrastrutture (strade, porti, ferrovie, opere idrogeologiche e di bonifica) e sulla sperimentazione di nuovi materiali strumentali alle sue attività.
Italstrade, negli anni 70 e 80 era seconda per fatturato solo a Impregilo  e aveva acquisito molti lavori all'estero,e appartenendo al gruppo IRI ha partecipato fino alla sua cessione a quasi tutti i lavori di infrastrutture eseguiti in Italia.
Italstrade, a causa delle pesanti perdite registrate nel periodo 1992-1994 venne in un primo tempo attribuita ad Iritecna per essere dismessa. Successivamente, in considerazione del notevole portafoglio ordini (1.638 miliardi, di cui 695 all'estero) venne considerata interessante per investitori privati. Con 790 dipendenti, 239 miliardi di ricavi nel 1995, era impegnata per 500 miliardi di lavori nella realizzazione della tratta Roma-Napoli dell'Alta Velocità e deteneva quote sia in IRICAV Uno che in IRICAV Due.
Pertanto, la totalità del capitale della società venne conferita a Fintecna SpA, nell'ottica della sua privatizzazione.
Tra il 1997 e il 1999 Fintecna cede tutte le azioni di Italstrade al gruppo Astaldi S.p.A..

## Scandali finanziari
Il nome della società era apparso nell'inchiesta sui fondi neri dell'IRI.

## Fonti
- eur-lex.europa.eu.
- repubblica.it, su ricerca.repubblica.it.

## Dati societari
- Ragione sociale: Italstrade SpA
- Sede sociale: Viale del Ghisallo, 20 - 20148 Milano